# Psalteria
Psalteria – czeski zespół muzyczny, istniejący w latach 2001-2007. 
Zespół tworzyły cztery kobiety: Kateřina Matoušková, Eva Žídková, Karla Mateásko oraz Iva Šářecová. Psalteria grała muzykę folkową nawiązującą do średniowiecza oraz tradycji żydowskiej. Członkinie zespołu grały następnie w grupach Euphorica orag BraAgas. Stylistyka Palsterii była porównywana do średniowiecznego programu polskiej grupy Open Folk.

## Dyskografia
- 2001: Scalerica d’Oro
- 2004: Por la puerta...
- 2005: Balábile